# Kristiansunds flygplats, Kvernberget
Kristiansunds flygplats, Kvernberget (bokmål: Kristiansund lufthavn, Kvernberget, nynorska:  Kristiansund lufthamn, Kvernberget) är en internationell flygplats som ligger vid Kvernberget 3,5 km sydöst om Kristiansund i Norge. Flygplatsen innehar även en helikopterflygplats där man flyger ut arbetare till oljeplattformar i Norska havet.

## Destinationer
Uppgifter från februari 2012.

### Inrikes
| - Bergen (Widerøe) - Kristiansand (Widerøe) - Molde (Widerøe) - Oslo (SAS) - Stavanger (Widerøe) - Trondheim (Widerøe) |

### Charter
| - Split (Croatia Airlines) |